# Imsmanifest.xml
 (août 2009).
Sa qualité peut être largement améliorée en utilisant un vocabulaire plus directement compréhensible.
Dans le standard SCORM - utilisé en formation en ligne (e-learning), le manifeste est un fichier au format XML décrivant la structure d’une unité pédagogique et doit respecter les spécifications XML 1.0 du W3C. C’est par ce fichier que l’on va charger les informations spécifiques pour les activités (masteryscore, prerequisites, ...). Ce fichier - par convention, nommé imsmanifest.xml - est constitué de 3 sections et d’une zone de déclaration : 
* Zone de déclaration :
L’entête du fichier imsmanifest.xml doit indiquer le format d’encodage ainsi que tous les fichiers de contrôle (IMS + profil ADL SCORM®). L’élément <manifest> est l’élément principal du fichier.
* Section 1 : Metadata :
Données décrivant le Content Package. Ces données permettront au LMS de faire des recherches qualitatives dans ses différentes ‘unités pédagogiques’ et donc faciliter leur exploitation et leur réutilisation. Ces données peuvent être présentes directement dans le fichier imsmanifest.xml ou externe via une référence à un fichier (au format xml).
* Section 2 : Organizations :
Contient la structure ou l’organisation de l’unité pédagogique. L’organisation représente une hiérarchie d’activités pédagogiques étant associées, ou non, à des propriétés de paramétrage.
* Section 3 : Ressources :
Cette section liste les ressources physiques utilisées par le Content Package (CP). C’est dans cette section que l’on trouvera le type SCORM des activités (Asset, SCO). Tous les fichiers constituant le CP doivent être déclarés dans cette section. Si l’on veut identifier des ressources externes, on doit obligatoirement utiliser le format URI (Universal Ressource Indicator).
* (sub)Manifest(s) :
ADL et IMS travaillent sur de nouvelles spécifications concernant les (sub)manifest. Il est donc préconisé par ADL de ne pas utiliser les (sub)manifest(s) dans le profil SCORM du Content Package.